# Jean Tabari
Jean Tabari, mort en 1403 à Paris, est un prélat français du XIVe siècle et du début du XVe siècle.

## Biographie
Jean Tabari est chanoine de Paris et est nommé évêque de Thérouanne (Picardie) en 1384. Il est premier médecin du roi et secrétaire-notaire du roi Charles VI de France.